# غول بی‌اس‌دی

غول بی‌اس‌دی (به انگلیسی: BSD Daemon) (که با نام Beastie هم شناخته می‌شود)، شگون‌نمای عمومی سیستم‌عامل‌های بی‌اس‌دی است. در سیستم‌عامل‌های شبه یونیکس، دیمن‌ها فرایندهایی هستند که در پس زمینه اجرا شده و منتظر می‌مانند تا رویدادی اتفاق بیفتد، سپس واکنش مناسبی به آن رویداد نشان می‌دهند. برخلاف نامی که بر روی این برنامه‌ها گذارده شده، آنها برنامه‌های مفیدی هستند و بدون نیاز به تعامل انسان‌ها، خدمات مفیدی را انجام می‌دهند. غول بی‌اس‌دی، معمولاً یک نیزه سه شاخه به همراه دارد که سمبول انشعاب فرایندها توسط یک دیمن است. در حال حاضر، حق تکثیر تصاویر رسمی این شگون‌نما در اختیار مارشال کیرک مک‌کیوسیک قرار دارد که یکی از اولین توسعه‌دهندگان سیستم‌عامل بی‌اس‌دی بود.